# Петрушка (растение)
Петру́шка кудря́вая, или Петрушка курчавая, (лат. Petroselinum crispum), — одно-двухлетнее растение из семейства зонтичных (Umbelliferae) высотой 50—80 см. Корень мясистый, стержневой, цилиндрический. Листья темно-зеленые, сверху блестящие.
Лист петрушки, в сушёном и свежем виде, — популярная кулинарная приправа.

## Распространение и экология
Средиземноморский вид — в диком виде произрастает на побережье Средиземного моря. На территории Африки дикие формы не обнаружены, но первые сведения о растении дошли из Древнего Египта. Предание гласило, что петрушка выросла из крови убитого Гора — сына бога Озириса. В память об этом событии устраивались религиозные празднества, участники надевали венки из зелени петрушки. Сходное значение овоща скорби петрушка сохранила и у древних греков. Встретить мула, навьюченного петрушкой, или крестьянина с корзиной зелени, — считалось худшим предзнаменованием.
Культивация петрушки кудрявой началась лишь в IX веке.
Культивируется повсеместно. Иногда дичает.

## Ботаническое описание

Петрушка кудрявая.

Двулетнее растение высотой 30—100 см с веретеновидным утолщённым корнем.
Стебель прямостоячий, ветвистый. Листья блестящие, треугольные, дваждыперисторассечённые, тёмно-зелёные, сверху блестящие.
Цветёт в июне — июле. Цветки зеленовато-жёлтые. Плод продолговато-яйцевидный.

## Химический состав
В плодах найдены эфирные масла, фурокумарин бергаптен и флавоновый гликозид апиин. В них содержится до 22 % жирного масла, которое состоит из петрозелиновой (70—76 %), олеиновой (9—15), линолевой (6—18) и пальмитиновой (3 %) кислот. В цветках петрушки обнаружены кверцетин и кемпферол, в корнях — апигенин, слизи.
По содержанию витаминов петрушка превосходит многие овощи и фрукты. В зелени её имеется до 0,2 % аскорбиновой кислоты, до 0,01 % каротина, тиамин, рибофлавин, ретинол, никотиновая кислота, богатый набор минеральных солей (железа, калия, магния, кальция, фосфора), флавоноиды, белки, углеводы, пектиновые вещества, фитонциды.
Все части растения обладают приятным пряным вкусом, который обусловлен наличием эфирного масла. Содержание эфирного масла в плодах 2—7 %, в свежем растении 0,016—0,3 %, в сухих корнях — до 0,08 %. Оно представляет собой легкоподвижную жидкость зеленовато-жёлтого цвета. Основным компонентом эфирного масла из плодов и корней является апиол (или камфара петрушки). Кроме того, в масле из плодов содержатся α-пинен, миристицин, следы неидентифицированных альдегидов, кетонов, фенолов, а также стеариновая и пальмитиновая кислоты и петросилан.

## Классификация

### Таксономия[4]
Petroselinum crispum (Mill.) Fuss, 1866, Flora Transsilvaniae Excursoria 254.
Такое же название для обозначения этого вида встречается независимо у других авторов, в связи с чем в публикациях и документах могут цитироваться другие варианты записи научного названия:
- Petroselinum crispum (Mill.) Mansf., 1939, Repert. Spec. Nov. Regni Veg.[исп.] 46 (1168—1170): 307.
- Petroselinum crispum (Mill.) Nyman, 1879, Consp. Fl. Eur.[исп.] etc. 2: 309.
- Petroselinum crispum (Mill.) Nyman ex A.W.Hill, 1925, Hand-list Herb. Pl. Kew, ed. 3 122.

Вид Петрушка кудрявая относится к роду Петрушка (Petroselinum) семейства Зонтичные (Apiaceae) порядка Зонтикоцветные  (Apiales). Кладограмма в соответствии с Системой APG IV:
|  |                                      |  |                                   |                                   |                     |  | ещё 6 семейств | ещё 6 семейств |                   |  |          |  | еще 1 подтвержденный вид и 4 неподтвержденных вида | еще 1 подтвержденный вид и 4 неподтвержденных вида |  |
|  |                                      |  |                                   |                                   |                     |  | ещё 6 семейств | ещё 6 семейств |                   |  |          |  | еще 1 подтвержденный вид и 4 неподтвержденных вида | еще 1 подтвержденный вид и 4 неподтвержденных вида |  |
|  |                                      |  |                                   | порядок Зонтикоцветные            |                     |  |                |                | род Петрушка      |  |          |  |                                                    |                                                    |  |
|  |                                      |  |                                   | порядок Зонтикоцветные            |                     |  |                |                | род Петрушка      |  | 1 подвид |  |                                                    |                                                    |  |
|  | отдел Цветковые, или Покрытосеменные |  |                                   |                                   | семейство Зонтичные |  |                |                | Петрушка кудрявая |  |          |  |                                                    |                                                    |  |
|  | отдел Цветковые, или Покрытосеменные |  |                                   |                                   |                     |  |                |                |                   |  |          |  |                                                    |                                                    |  |
|  |                                      |  | ещё 63 порядка цветковых растений | ещё 63 порядка цветковых растений |                     |  |                | ещё 447 родов  | ещё 447 родов     |  |          |  |                                                    |                                                    |  |
|  |                                      |  |                                   | ещё 63 порядка цветковых растений |                     |  |                |                | ещё 447 родов     |  |          |  |                                                    |                                                    |  |

### Синонимы
- Apium crispum Mill.basionym
- Apium petroselinum L.
- Carum petroselinum (L.) Benth. & Hook.f.
- Cnidium petroselinum DC.
- Petroselinum hortense Hoffm.
- Petroselinum petroselinum (L.) H.Karst. nom. inval.
- Petroselinum sativum Hoffm., nom. nud. — Петрушка посевная
- Petroselinum vulgare Lag. — Петрушка обыкновенная
- Peucedanum petroselinum (L.) Desf.
- Selinum petroselinum (L.) E.H.L.Krause
- Wydleria portoricensis DC.

### Подвиды
В рамках вида выделяют три разновидности:
- Petroselinum crispum var. crispum [syn.  Apium crispum Mill.] — листовая петрушка обыкновенная
- Petroselinum crispum var. neapolitanum Danert — листовая петрушка неаполитанская
- Petroselinum crispum var. tuberosum (Bernh.) Mart.Crov. — корневая петрушка

Другие источники выделяют единственный подвид:
- Petroselinum crispum subsp. giganteum (Pau) Dobignard, 2009, J. Bot. Soc. Bot. France[фр.] 46-47: 48.

## Значение и применение

### Применение в кулинарии

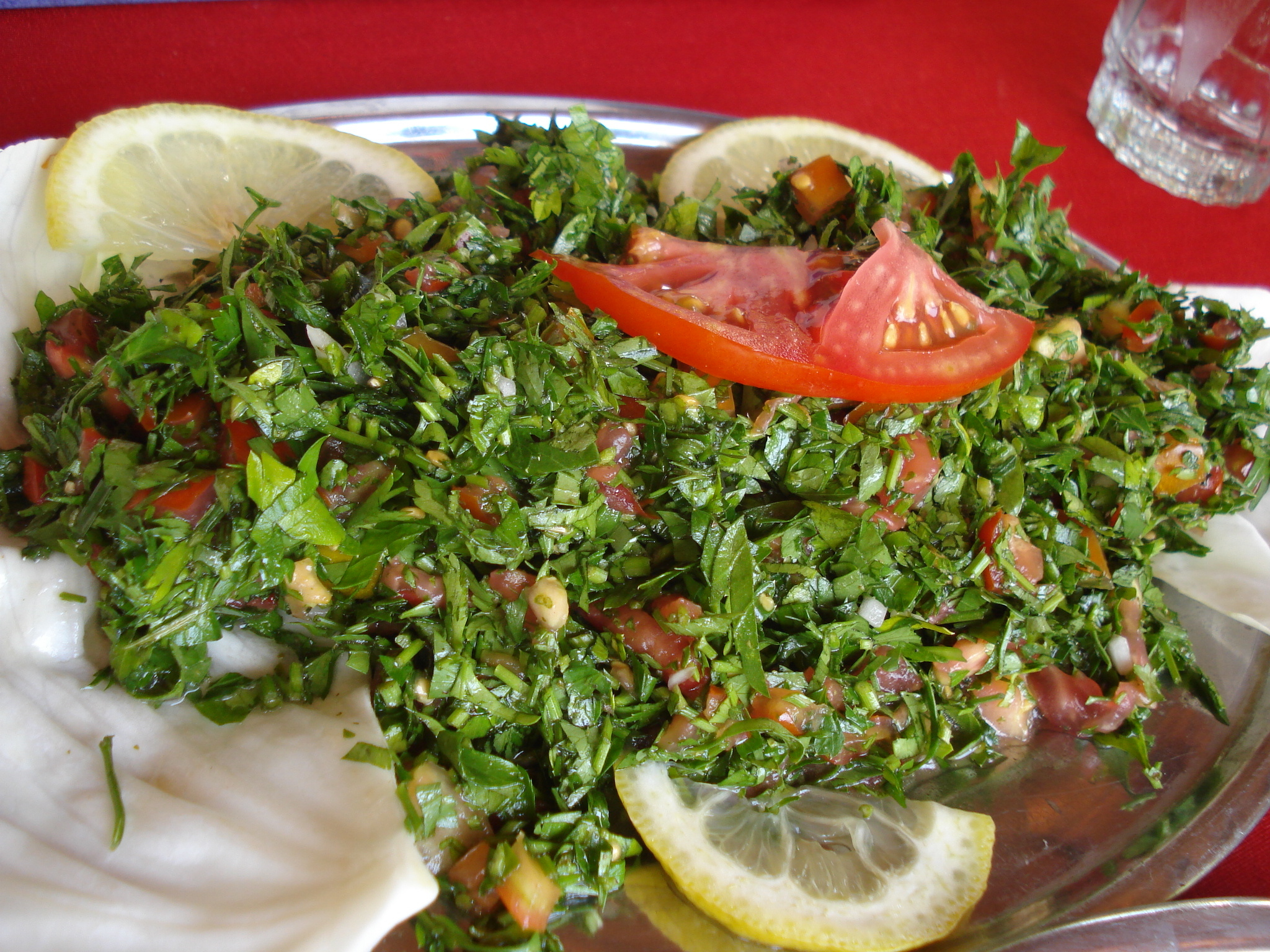
Табуле — восточный салат, закуска

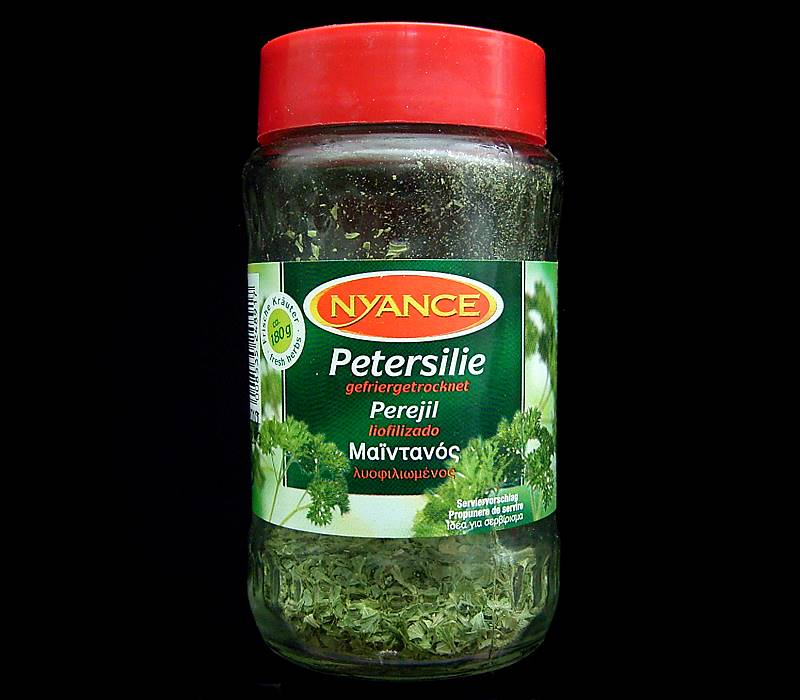
Лиофилизированные листья петрушки

Листья и корни петрушки в сушёном и в свежем виде широко применяются для ароматизации в кулинарии и консервной промышленности. Получаемое из плодов и листьев эфирное масло используется при консервировании. Петрушка обладает пряным запахом, вкус — сладковато-пряный и терпкий. Более всего она используется для приготовления блюд из овощей, различных салатов и супов из мяса. Мелко нарезанную зелень или тёртый корень добавляют к отварной рыбе, дичи (главным образом птице), к майонезам и блюдам из картофеля.
Во французской кухне популярна вымытая и обсушенная зелень петрушки, обжаренная в растительном масле. Ещё тёплой её подают к блюдам из рыбы и мяса.

### Применение в медицине

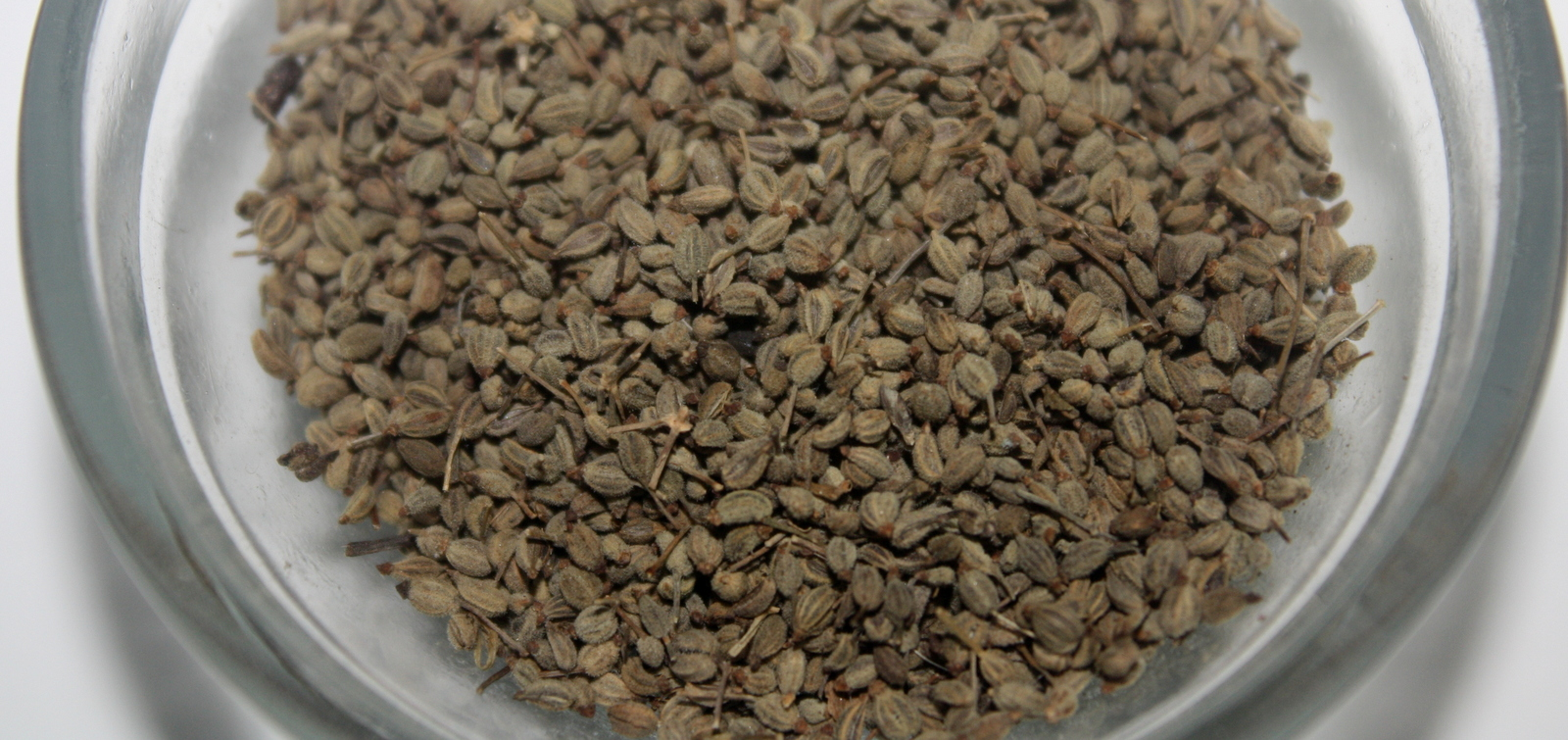
Семена

В старинном лечебнике XVII века «Прохладный вертоград» указано, что растение использовали в медицине того времени как противовоспалительное, ранозаживляющее и мочегонное средство, для укрепления дёсен, сохранения зрения, при потере аппетита и расстройстве пищеварения, при мочекаменной болезни, а также при болезнях печени и почек и др. В XIX веке из семян был получен препарат, применявшийся при дисменорее, невралгии и малярии.
Различные блюда с использованием петрушки имеют мочегонное действие, способствуют выведению солей из организма. Зелень петрушки уменьшает потливость, показана при заболеваниях почек и печени, атеросклерозе. Некоторые зарубежные учёные считают, что свежий сок петрушки способствует нормализации функций коры надпочечников и щитовидной железы, укреплению капиллярных кровеносных сосудов и др.
В клинических испытаниях было показано, что при употреблении препаратов петрушки повышается тонус гладкой мускулатуры матки, кишечника, мочевого пузыря. Свежие листья петрушки или их отвар в экспериментальных исследованиях увеличивали жёлчеотделение. Отвар петрушки был предложен для лечения гипотонических и гипокинетических дискинезий жёлчного пузыря. Различные препараты петрушки используют при цистите, мочекаменной болезни, отёках, почечных спазмах (противопоказаны при нефрите), при воспалении предстательной железы.
Петрушка богата мирицетином (14,84 мг/100 г), который обладает широким спектром полезных свойств для здоровья, включая сильное противоопухолевое действие.

#### Запрет использования в БАДах некоторых частей петрушки
Постановлением от 11 апреля 2011 года, вступающим в силу 1 июня 2011 года, эфирное масло и плоды петрушки курчавой (Petroselinum crispum A.W.Hill) запрещаются к использованию при изготовлении биологически активных добавок к пище.

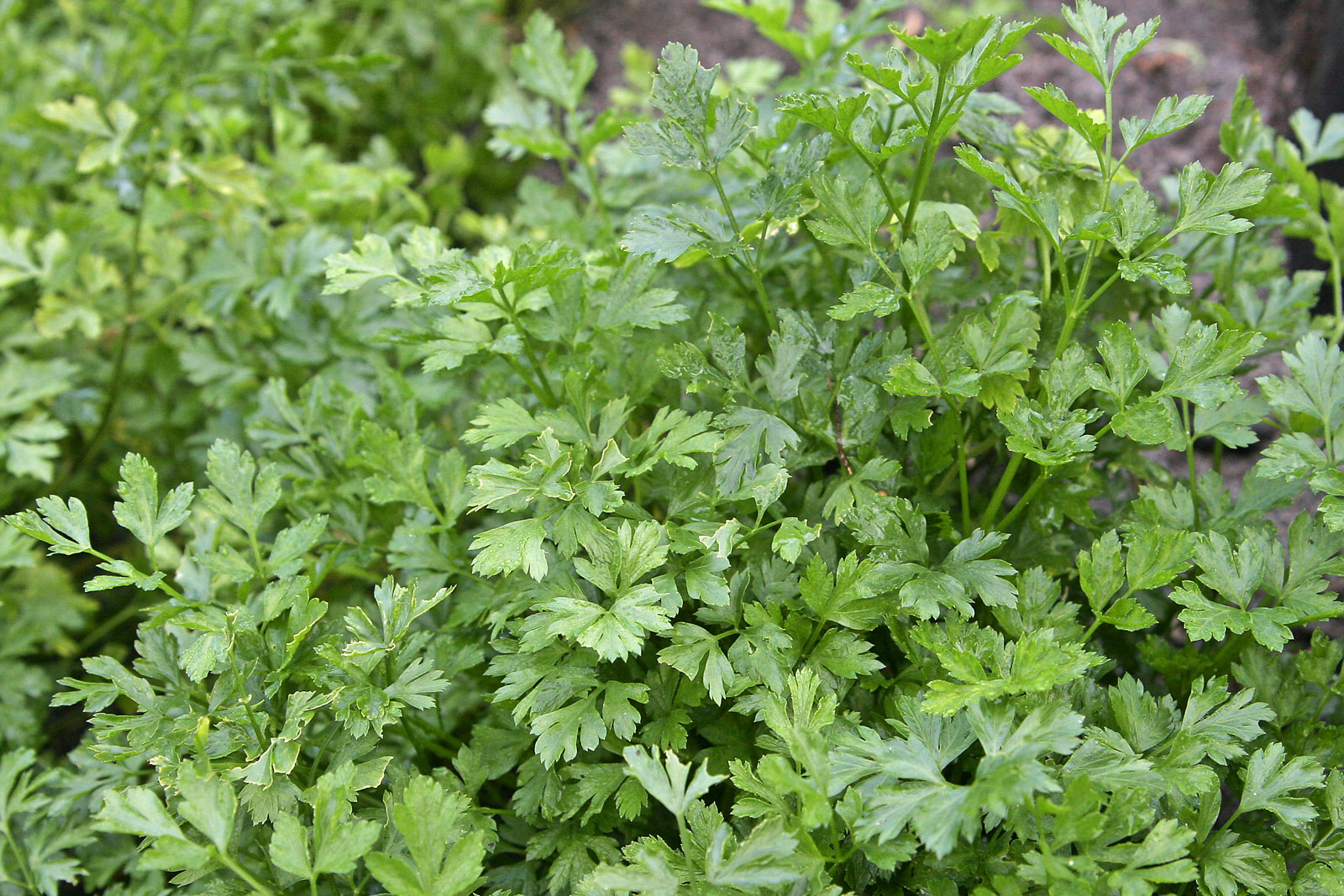
Листья петрушки посевной
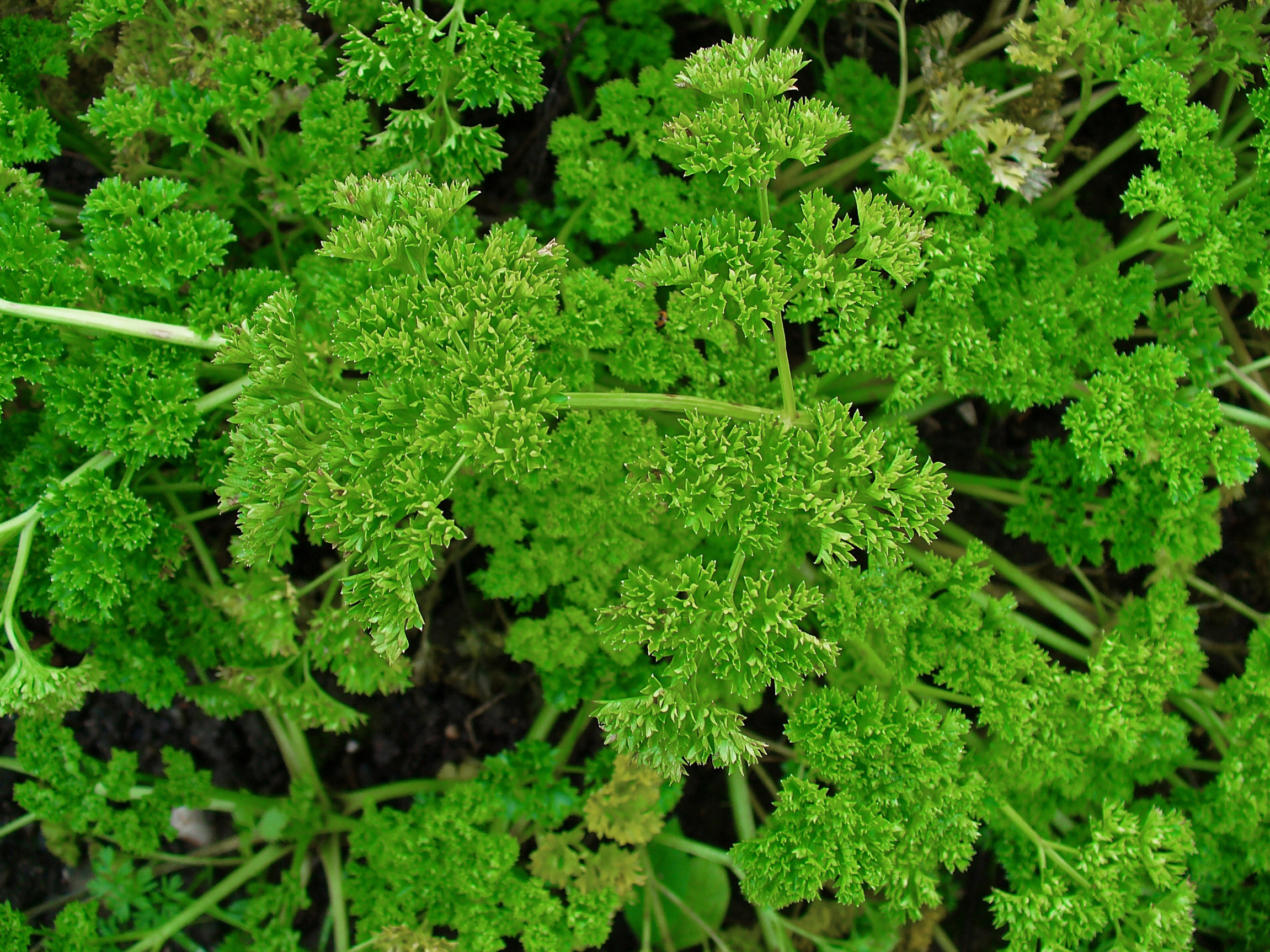
Листья петрушки посевной листовых сортов с кучерявыми листьями
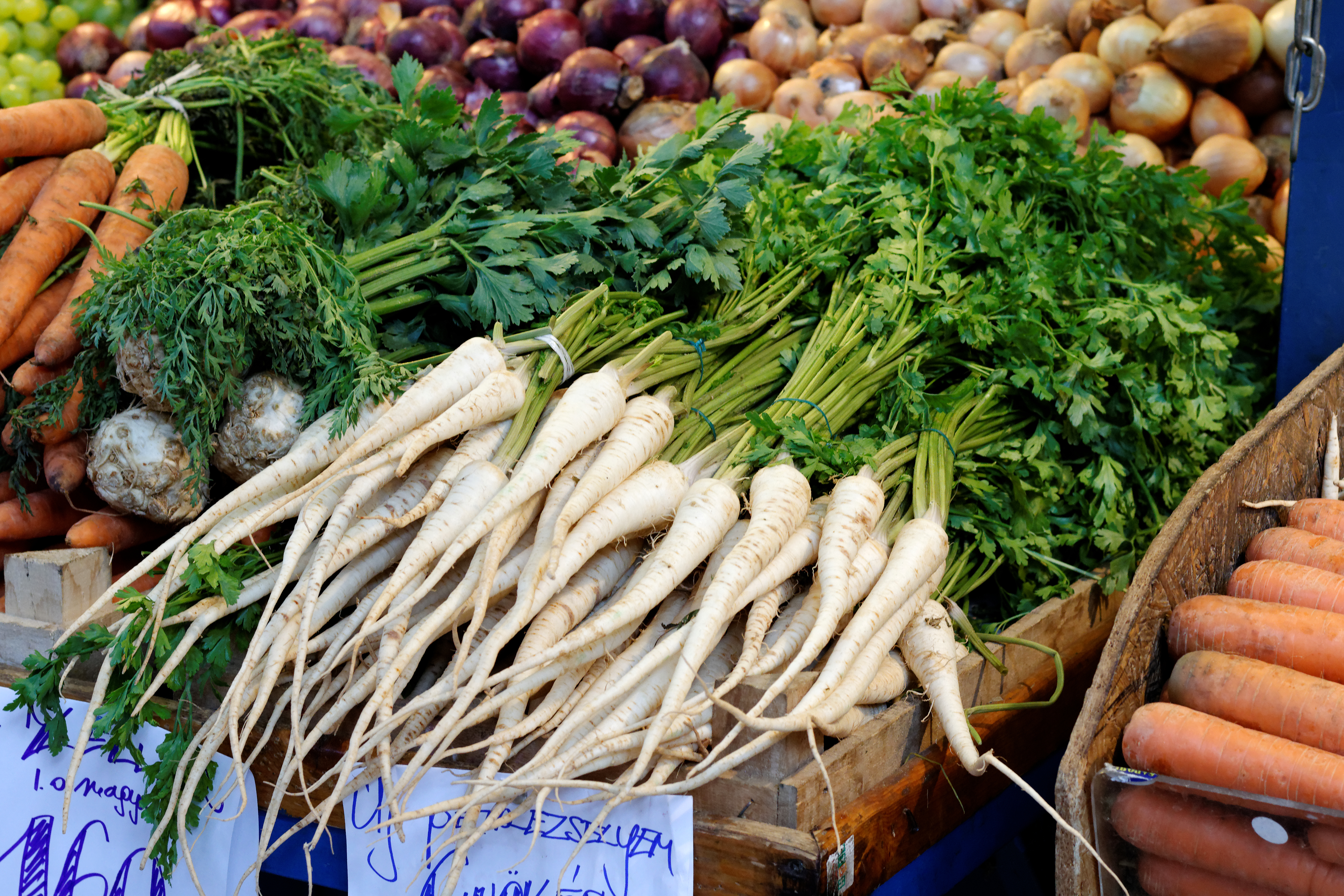
Петрушка посевная корневых сортов на прилавке
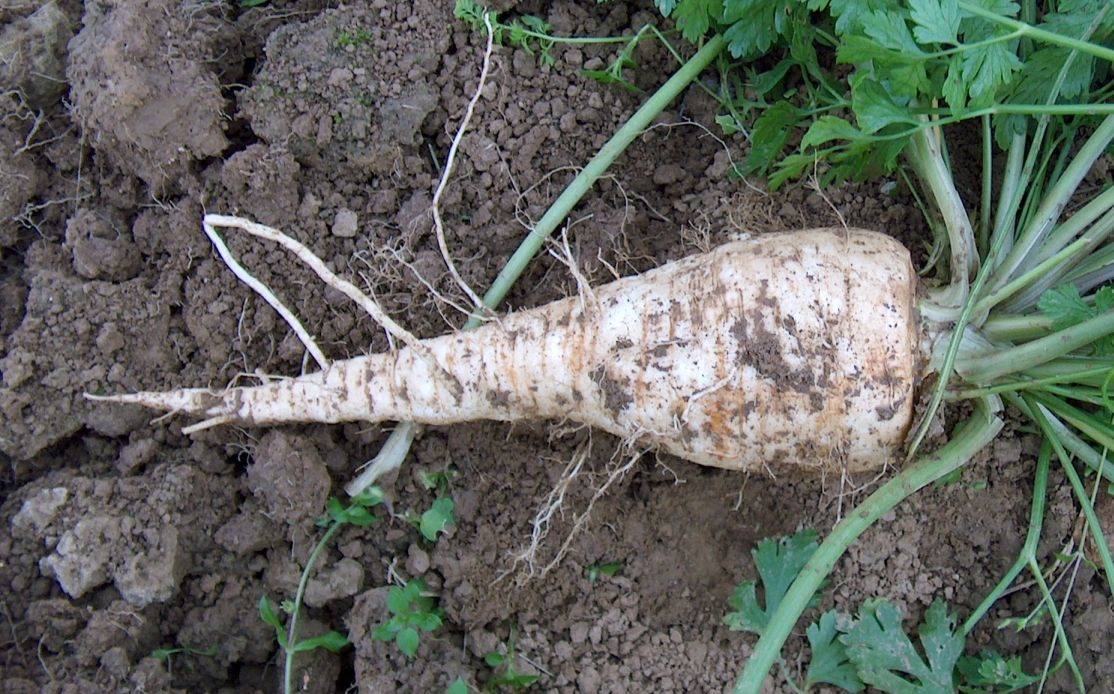
Корнеплод петрушки посевной корневых сортов
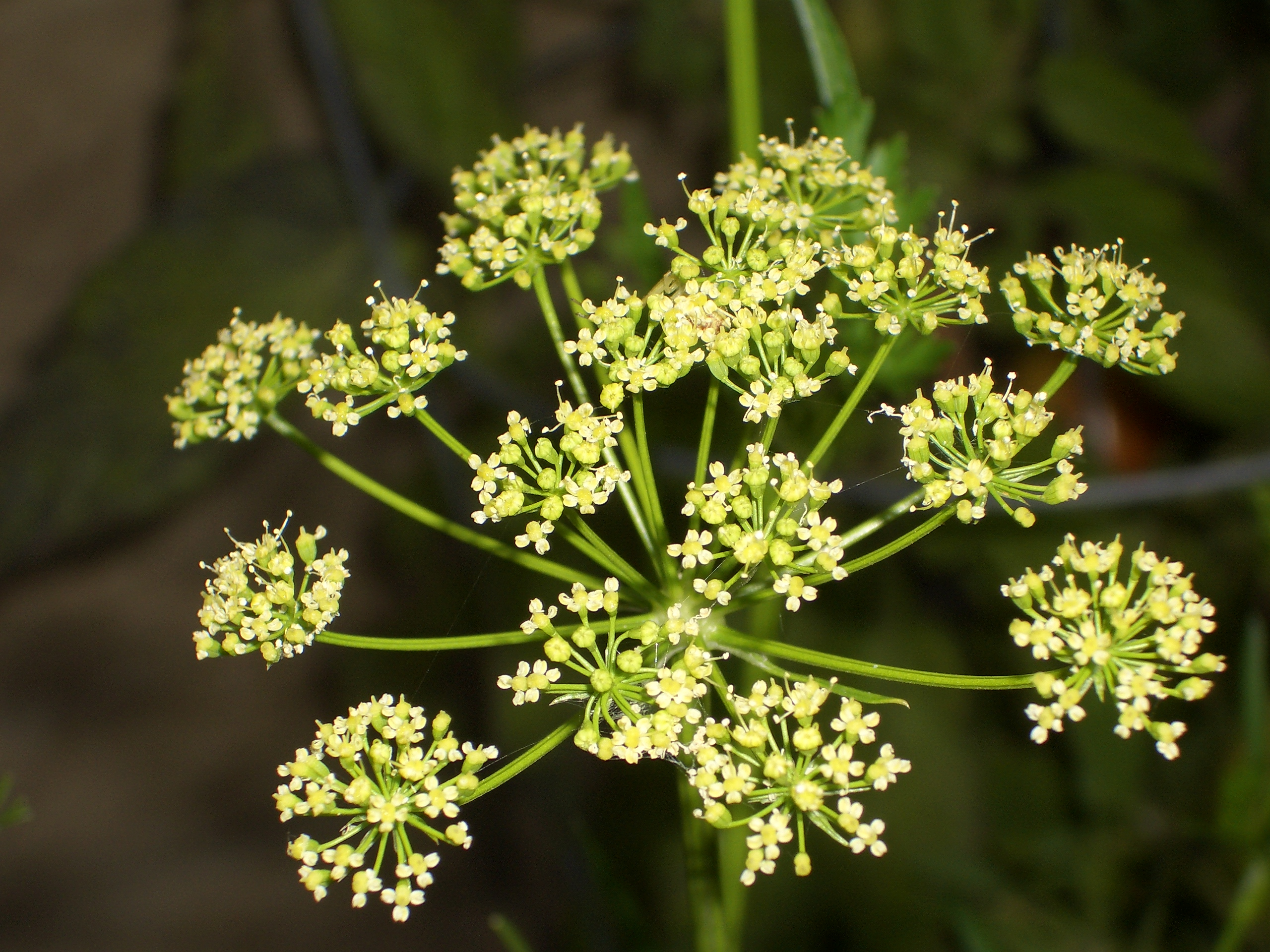
Соцветия
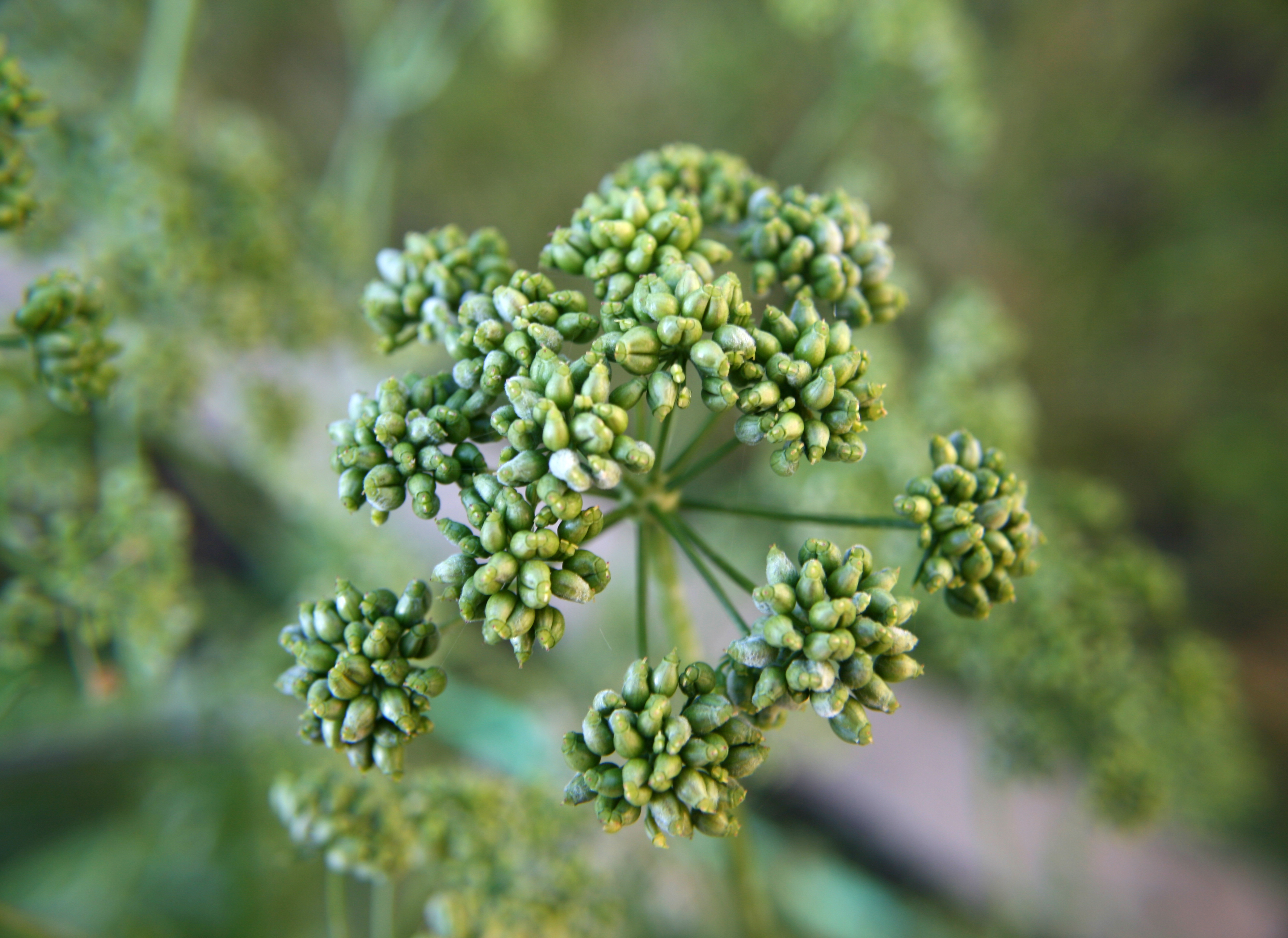
Незрелые семена